# Wełyki Kaniwci
Wełyki Kaniwci (ukr. Великі Канівці) – wieś na Ukrainie, w obwodzie czerkaskim, w rejonie złotonoskim, w hromadzie Czornobaj. W 2001 liczyła 1397 mieszkańców.